# مو² خرچنگ
مو² خرچنگ یک ستاره است که در صورت فلکی خرچنگ قرار دارد.